# Jane Dieulafoy
Jane Dieulafoy (29 juni 1851 – 25 mei 1916) was een Frans archeoloog, ontdekkingsreiziger, schrijver en journalist. Ze was gehuwd met Marcel-Auguste Dieulafoy en kreeg onder meer bekendheid door de opgravingen in het Perzische Susa, die ze samen met haar echtgenoot uitvoerde.

## Leven en werk
Jane Dieulafoy werd als Jeanne Henriette Magre geboren in een gegoede familie van Toulouse. Van 1862 tot 1870 studeerde ze in de Couvent de l’Assomption d’Auteuil in een buitenwijk van Parijs. In mei 1870, op haar negentiende, trouwde ze met Marcel Dieulafoy. In datzelfde jaar brak de Frans-Duitse Oorlog uit. Marcel besloot zich aan te melden als oorlogsvrijwilliger en werd naar het front gestuurd. Jane vergezelde hem, gekleed in soldatenuniform en vocht aan zijn zijde.
Na beëindiging van de oorlog in 1871 trad Marcel in dienst bij de Midi-spoorwegmaatschappij, maar de daaropvolgende tien jaar zouden de Dieulafoy's zich voornamelijk bezighouden met archeologisch werk en ontdekkingsreizen in Egypte en Marokko. Van deze reizen hebben zij geen notities bijgehouden. Marcel was steeds meer geïnteresseerd geraakt in de relatie tussen de oosterse en westerse architectuur, en in 1879 besloot hij zich volledig aan de archeologie te wijden.

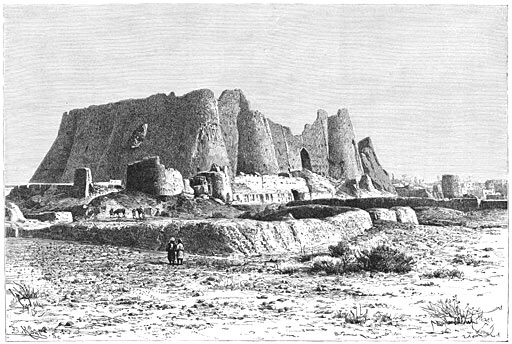
Citadel van Varamin door Jane Dieulafoy

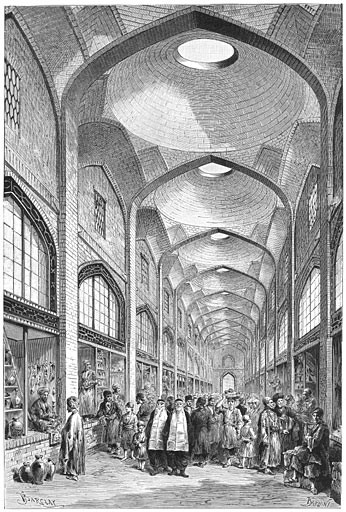
Vakilbazaar van Shiraz, door Jane Dieulafoy (1881).

De Dieulafoy's bezochten Perzië voor het eerst in 1881 en zouden daarna nog twee keer terugkeren. De eerste reis naar Perzië ging per vrachtschip van Marseille naar Constantinopel, met een Russisch schip naar Poti aan de oostkust van de Zwarte Zee en vervolgens dwars door de Kaukasus en via Azerbeidzjan naar Tabriz. Van daaruit reisden ze door Perzië, onder meer naar Teheran, Isfahan en Shiraz. Dieulafoy documenteerde de ontdekkingstochten aan de hand van foto's, illustraties en notities. Haar reisnotities, die ze dagelijks bijhield, zouden later in twee delen worden gepubliceerd.
Tijdens de opgravingen in Susa vond het paar een groot aantal artefacten en friezen, waarvan een deel naar Frankrijk werd verscheept. Een van hun vondsten was de bekende Leeuwenfries die in het Louvre wordt tentoongesteld. Twee zalen van het Louvre bevatten artefacten die werden opgestuurd tijdens de archeologische missies van de Dieulafoy's. Voor haar bijdrage aan de archeologie werd Jane Dieulafoy in 1886 benoemd tot ridder in het Legioen van Eer.
Na de periode in Perzië reisden Dieulafoy en haar echtgenoot tussen 1888 en 1914 in Spanje en Marokko. Ook schreef ze in die periode twee romans: de eerste Parysatis (1890) speelde zich af in het antique Susa, en werd in 1902 door Camille Saint-Saëns bewerkt tot een opera. De tweede, Déchéance werd in 1897 gepubliceerd. Bij het uitbreken van de Eerste Wereldoorlog meldde Marcel zich als vrijwilliger aan om naar Rabat in Marokko te gaan. Jane vergezelde hem, maar haar gezondheid ging sterk achteruit tijdens hun verblijf in Marokko. Ze leed aan amoebiasis en moest noodgedwongen terugkeren naar Frankrijk, waar ze in 1916 op vierenzestigjarige leeftijd overleed in het familiedomein Château de Langlade in Pompertuzat, Haute-Garonne. Het kinderloze paar liet hun woning op rue Chardin 12 in Parijs na aan het Franse Rode Kruis, dat daar nog steeds een van zijn kantoren heeft.

## Crossdressing

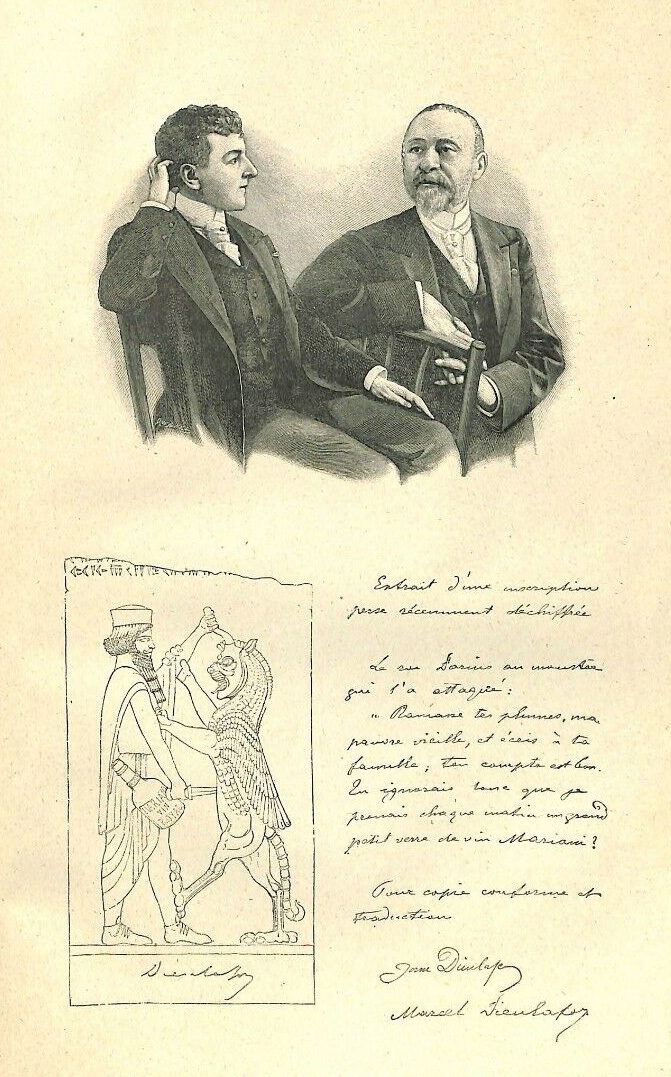
Jane (links, in mannenkleding) met haar echtgenoot.

Tijdens haar buitenlandse reizen kleedde Dieulafoy zich bij voorkeur in mannenkleding en had een kortgeknipt kapsel, omdat het voor een vrouw anders moeilijk zou zijn zich vrij te bewegen in een islamitisch land. Ook ging ze als man gekleed toen ze aan de zijde van Marcel Dieulafoy deelnam aan de gevechtshandelingen tijdens de Frans-Duitse Oorlog; bij terugkeer in Frankrijk bleef ze zich als man kleden. Dit was destijds wettelijk verboden in Frankrijk, maar toen ze uit het Midden-Oosten terugkeerde kreeg ze een speciale ontheffing ("permission de travestissement") van de prefect van politie. Het is moeilijk de exacte motieven van Dieulafoy's voorkeur voor mannenkleding te achterhalen. Zijzelf schreef hierover: "Ik doe dit alleen om tijd te besparen. Ik koop confectiepakken en ik kan de tijd die ik hiermee bespaar gebruiken om meer werk te verrichten."
Dieulafoy beschouwde zichzelf als gelijke van haar echtgenoot. Ze was hem trouw en was gekant tegen echtscheiding, die ze vernederend vond voor vrouwen. Tijdens de Eerste Wereldoorlog ijverde ze voor een grotere rol van vrouwen binnen het leger.
Ze was jurylid voor de Franse literatuurprijs Prix Femina, vanaf het begin in 1904 tot haar overlijden in 1916.

## Publicaties
Belangrijkste door haar gepubliceerde werken:
- Jane Dieulafoy (1887). La Perse, la Chaldée et la Susiane 1881–1882, Parijs.
- Jane Dieulafoy (1889). L’Orient sous le voile. De Chiraz à Bagdad 1881–1882 (vol 2), Parijs.
- Jane Dieulafoy (1888). À Suse 1884–1886. Journal des fouilles, Parijs.
- Jane Dieulafoy (1890). Parysatis, Parijs.
- Jane Dieulafoy (1892). Volontaire, Parijs.
- Jane Dieulafoy (1893). Rose d’Hatra et L’Oracle (korte verhalen), Parijs.
- Jane Dieulafoy (1894). Frère Pélage, Parijs.
- Jane Dieulafoy (1897). Déchéance, Parijs.
- Jane Dieulafoy (1901). Aragon et Valence, Parijs.
- Jane Dieulafoy (1906). L’épouse parfaite (vertaling werk van Fray Luis de León), Parijs.
- Jane Dieulafoy (1908). Castille et Andalousie, Parijs.
- Jane Dieulafoy (1920). Isabelle la Grande, Parijs.